# Moj ata, socialistični kulak
Moj ata, socialistični kulak je 100-minutni slovenski celovečerni film iz leta 1988. Režija je bila delo Matjaža Klopčiča, scenarij pa je napisal Tone Partljič po svoji istoimenski komediji. 

## Zgodba
Maja leta 1945 se je končala 2. svetovna vojna in vojaki razpuščene armade se vračajo domov. Vsi se vrnejo domov, le zadnji najkasneje pride Jože Malek. Žena Mimika in njuna otroka Olga in Tinček so vedeli le to, da je dezertiral iz nemške vojske in šel k Rdeči armadi. Mimika pa je v tem času služila pri kmetu veleposestniku Medvedu, ki je delavcem dajal kruh in mleko za otroke, namesto rednih plač. To pa nikakor ne ustreza Jožetovem bratrancu Vanču, ki pa je zagrizen aktivist in komunist.
Nekega dne se Malek končno vrne iz vojske, kjer ponovno vidi svojo družino. Kmalu zatem, pa pride k njemu Vanč in mu pove o agrarni reformi, ki naj bi cerkveno zemljo in zemljo veleposestnikov (kulakov) razdelila med kmete, pri čemer bi tudi Malek dobil svoj del zemlje. V zameno za to mu ukaže, da naj umakne vse religiozne simbole iz hiše. A Maleka zapeče vest, ker naj bi sv. Mariji obljubil, da bo nesel svečo na Pekrsko gorco, ker mu je rešila življenje, a namesto  tega pošlje gor Mimiko. Maleku življenje otežita tudi Medved in lokalni duhovnik, ki mu vsak po svoje trkata na vest in dopovedujeta, naj ne vzame deleža njune zemlje.
Vanč Malekom prepove obiskovanje cerkve in zraven ukaže še da naj vsak dan vzklikajo Titu in Stalinu. Po tem ko Malek dobi zemljo postane nekako obseden in pohlepen, začne se obnašati kakor socialistični kulak. Po vsem tem pa mu probleme dela še sin Tinček, ki namesto da bi pisal pesmi o naravi, na precej ciničen način piše o takratnih razmerah v državi.
Nenadoma pa v vas pride inšpektor iz okraja, ki sumi, da ima vas tudi informbirojevce. Takrat se sum obrne na Maleka, ki je po vojni velikokrat omenil, da je služil v Stalinovi vojski. To pa potem ni več bilo bistvo, saj so ga sumili kolaboracije z Sovjetskim informbirojem. Ko je poklican na Krajevno ljudsko oblast se naredi malo neumnega in zvalil krivdo na bratranca Vanča, češ da mu je on vse to ukazal.
Pozneje Maleka izpustijo, Vanča aretirajo, zgodba pa se konča ko Malekovi dobijo domov pošto, da se jim odvzame zemeljska pravica in se vsa zemlja združi v t. i. KOZO (Kmetijsko obdelovalno zadrugo).

## Igralska zasedba
- Polde Bibič - Jože Malek
- Milena Zupančič - Mimika Malek, njegova žena
- Urška Hlebec - Olga, njuna hči
- Matjaž Partlič - Tinček, njun desetletni sin
- Ivo Ban - aktivist Vanč, Joža Malekov bratranec
- Anton Petje - župnik
- Janez Bermež - Medved, veleposestnik
- Ivan Godnič - miličnik Edo
- Peter Ternovšek - mesar Lešnik
- Anica Kumer - učiteljica
- Bine Matoh - inštruktor iz okraja
- Vlado Novak - tovariš miličnik

## Predvajanje
Film je šel v redno predvajanje 29. januarja 1988.

## Izdaje na nosilcih
- Moj ata, socialistični kulak. Ljubljana : Viba, 1991
- Moj ata, socialistični kulak. videokaseta. Ljubljana : Andromeda, 1991
- Moj ata, socialistični kulak. videokaseta. Ljubljana : Andromeda, 1996
- Moj ata, socialistični kulak. video DVD. Ljubljana : Filmski sklad Republike Slovenije : RTV Slovenija, 2006. zbirka Deset uspešnic iz brezčasnega arhiva slovenskih filmov
- Moj ata, socialistični kulak. video DVD. Ljubljana : Mladinska knjiga : Slovenski filmski center, 2012